# Roseville (Ohio)
Roseville ist ein Village in Perry und Muskingum County im US-Bundesstaat Ohio. Die Ortschaft ist etwa 70 km vom westlich liegenden Bundeshauptstadt Columbus entfernt und liegt am Moxahala Creek, einem Zufluss des Muskingum River.

## Bevölkerung
Zum Zeitpunkt der Volkszählung im Jahr 2000 lebten im Ort 1936 Einwohner. Mehr als 98 % davon waren Weiße. Das Pro-Kopf-Einkommen betrug 24.706 US-Dollar, etwa 27 % der Bevölkerung lebte unter der Armutsgrenze.

## Geschichte
Obwohl der Ort Ende des 19. Jahrhunderts nur etwas mehr als 500 Einwohner zählte, hatte Roseville eine eigene Zeitung, drei Mühlen und fünf Kirchen. Einige Gebäude wurden in das National Register of Historic Places aufgenommen.
Der Ort lebte vor allem von mehreren Töpfereien, die von der Jahrhundertwende bis über den Zweiten Weltkrieg hinaus bestanden. In Roseville befindet sich eine Außenstelle der öffentlichen Bibliothek des Muskingum County, die an den Bibliotheksverbund des Muskingum County Library System angeschlossen ist.